# Botolan
Botolan là một đô thị ở tỉnh Zambales, Philippines. Theo điều tra dân số năm 2000, đô thị này có dân số 46.602 người trong 9.629 hộ.
Botolan là đô thị có diện tích lớn nhất ở tỉnh này. Botolan nằm ở phía nam tỉnh lỵ Iba, Botolan là nơi sinh sống của một số lượng lớn dân Aeta, có các bãi biển xám, có núi Pinatubo.

## Các đơn vị hành chính
Botolan được chia thành 31 barangay.
| - Bancal - Bangan - Batonlapoc - Belbel - Beneg - Binuclutan - Burgos - Cabatuan - Capayawan - Carael - Danacbunga | - Maguisguis - Malomboy - Mambog - Moraza - Nacolcol - Owaog-Nibloc - Paco - Palis - Panan - Parel | - Paudpod - Poonbato - Porac - San Isidro - San Juan - San Miguel - Santiago - Tampo - Taugtog - Villar |